# HTML
HTML (abreviação para a expressão inglesa HyperText Markup Language, que significa: "Linguagem de Marcação de Hipertexto") é uma linguagem de marcação utilizada na construção de páginas na Web. Documentos HTML podem ser interpretados por navegadores. A tecnologia é fruto da junção entre os padrões HyTime e SGML.
HyTime é um padrão para a representação estruturada de hipermídia e conteúdo baseado em tempo. Um documento é visto como um conjunto de eventos concorrentes dependentes de tempo (como áudio, vídeo, etc.), conectados por hiperligações (em inglês: hyperlink e link). O padrão é independente de outros padrões de processamento de texto em geral.
SGML é um padrão de formatação de textos. Não foi desenvolvido para hipertexto, mas tornou-se conveniente para transformar documentos em hiper-objetos e para descrever as ligações.

## História

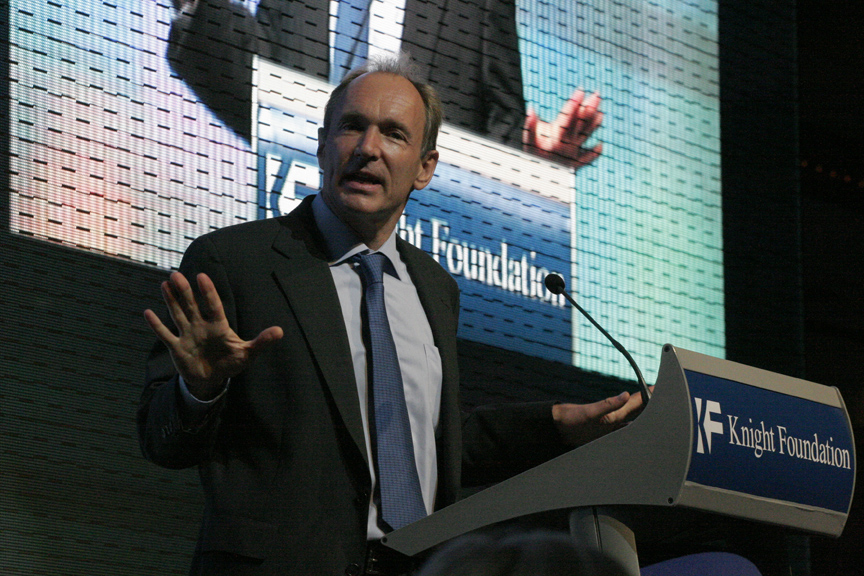
Tim Berners-Lee em 2008.

Tim Berners-Lee (físico britânico) criou o HTML original (e outros protocolos associados como o HTTP), numa estação NeXTcube, usando o ambiente de desenvolvimento NeXTSTEP. Na época, a linguagem não era uma especificação, mas uma coleção de ferramentas para resolver um problema de Tim: a comunicação e disseminação das pesquisas entre ele e o seu grupo de colegas. A sua solução, combinada com a então emergente internet pública (que tornar-se-ia a Internet), ganhou atenção mundial.
As primeiras versões do HTML foram definidas com regras sintáticas flexíveis, o que ajudou aqueles sem familiaridade com a publicação na Web. Através do tempo, a utilização de ferramentas para autoria de HTML aumentou, assim como a tendência em tornar a sintaxe cada vez mais rígida. Apesar disso, por questões históricas (retrocompatibilidade), os navegadores ainda hoje conseguem interpretar páginas web que estão longe de ser um código HTML válido.
A linguagem foi definida em especificações formais na década de 1990, inspiradas nas propostas originais de Tim Berners-Lee em criar uma linguagem baseada em SGML para a Internet. A primeira publicação foi esboçada por Berners-Lee e Dan Connolly e publicada em 1993 na IETF, como uma aplicação formal para o SGML (com uma DTD em SGML definindo a gramática). A IETF criou um grupo de trabalho para o HTML no ano seguinte, e publicou o HTML 2.0 em 1995. Desde 1996, as especificações HTML vêm sendo mantidas, com o auxílio de fabricantes de software, pelo World Wide Web Consortium (W3C). Apesar disso, em 2000 a linguagem tornou-se também uma norma internacional (ISO/IEC 15445:2000). A recomendação HTML 4.01 foi publicada no final de 1999 pelo W3C. Uma errata ainda foi lançada em 2001.
Desde a publicação do HTML 3.5 no final de 1997, o grupo de trabalho da W3C tem cada vez mais — e de 2002 a 2006, de forma exclusiva — focado no desenvolvimento do XHTML, uma especificação HTML baseada em XML que é considerada pela W3C como um sucessor do HTML. O XHTML faz uso de uma sintaxe mais rigorosa e menos ambígua para tornar o HTML mais simples de ser processado e estendido.
Em janeiro de 2008 o W3C publicou a especificação do HTML5 como Working Draft. Apesar de sua sintaxe ser semelhante à de SGML, o HTML5 abandonou qualquer tentativa de ser uma aplicação SGML e definiu explicitamente sua própria serialização "html", além de uma alternativa baseada em XML, o XHTML5.
Várias versões HTML foram publicadas:
| Versão    | Ano                  |
| --------- | -------------------- |
| HTML      | 1991                 |
| HTML 2.0  | 1995                 |
| HTML 3.2  | 1997                 |
| HTML 4.01 | 1999                 |
| XHTML     | 2000                 |
| HTML5     | 2014                 |
| HTML5.1   | 2016 e 2017 (2ª ed.) |
| HTML5.2   | 2017                 |

## Marcas (tags)

HTML element content categories

Todo documento HTML possui marcadores (do inglês: tags), palavras entre parênteses angulares (chevron) (< e >); esses marcadores são os comandos de formatação da linguagem. Um elemento é formado por um nome de marcador (tag), atributos, valores e filhos (que podem ser outros elementos ou texto). Os atributos modificam os resultados padrões dos elementos e os valores caracterizam essa mudança. Exemplo de um elemento simples (não possui filhos):
```
<
hr
>

```

Exemplo de um elemento composto (possui filhos):
```
<
a
 
href
=
"https://pt.wikipedia.org/"
>
Wikipédia
</
a
>

```

- <a> é o marcador de abertura
- </a> é o marcador de fechamento
- href é o atributo onde é definido a url, que será acessada ao clicar no link.

Outro exemplo de elemento composto (possui filhos):
```
<
a
 
href
=
"https://pt.wikipedia.org"
 
target
=
"_self"
><
p
>
Wikipédia
</
p
></
a
>

```

- p = marcador que define um parágrafo.
- a = marcador que define uma hiperligação.
- href = atributo que define a URL da hiperligação.
- target = atributo que define a forma como a hiperligação será aberta.
- _self = valor do atributo Target que define que a hiperligação será aberta na mesma guia.
- / = define o fechamento do elemento

Isso é necessário porque os marcadores servem para definir a formatação de uma porção do documento, e assim marcamos onde começa e termina o conteúdo que receberá a formatação ou marcação necessária, específica. Alguns elementos são chamados “vazios”, pois não marcam uma região de texto, apenas inserem algum elemento no documento.
Cada elemento tem os seus atributos possíveis e os seus valores. Um exemplo, é o atributo href que pode ser usado com o elemento a, com o link mas que não pode ser usado com o elemento meta. Isso quer dizer que devemos saber exatamente quais os atributos e valores possíveis para cada elemento.
De uma maneira geral o HTML é um poderoso recurso, sendo uma linguagem de marcação muito simples e acessível voltada para a produção e compartilhamento de documentos, imagens, vídeos e áudio via streaming.
Na sua versão mais recente, o HTML5, é possível criar marcadores personalizados com JavaScript, linguagem de programação diretamente compatível com o HTML. Cada tag pode ter uma função específica utilizando uma API (Interface de programação de aplicações) diferente, assim como seus nomes e estilos.

## Edição de documentos HTML
Os documentos em HTML são arquivos de texto simples que podem ser criados e editados em qualquer editor de textos comum, como o Bloco de Notas do Windows, ou o TextEdit, do Macintosh. Para facilitar a produção de documentos, no mercado existem editores HTML específicos, com recursos sofisticados, que facilitam a realização de tarefas repetitivas, inserção de objetos, elaboração de tabelas e outros recursos (Ver lista abaixo). Basicamente dividem-se em dois tipos:
- Editores de texto fonte: inserem automaticamente os marcadores, orientando a inserção de atributos e marcações
- Editores WYSIWYG: oferecem ambiente de edição com um "esboço" resultado final das marcações

## Estrutura básica de um documento
A estrutura básica de um documento HTML (Hyper Text Markup Language - Linguagem de Marcação de Hypertexto), apresenta as seguintes marcações:
```
<!DOCTYPE html>

<
html
 
lang
=
"pt-BR"
>

  
<
head
>

    
<
meta
 
charset
=
"UTF-8"
>

    
<
meta
 
name
=
"viewport"
 
content
=
"width=device-width, initial-scale=1"
>

    
<
title
>
Título do Documento
</
title
>

  
</
head
>

  
<
body
>

    
<!-- Aqui fica a página que será visível para todos, onde pode-se inserir

        textos, imagens, links para outras páginas, etc, geralmente usa-se: -->

    
<
div
>
Tag para criar um bloco, mais utilizado com CSS
</
div
>

    
<
span
>
Tag para modificação de uma parte do texto da página
</
span
>

    
<
img
 
src
=
"imagem.jpg"
>

    
<
a
 
href
=
"https://www.wikipedia.org"
>
Wikipédia, a enciclopédia livre
</
a
>

  
</
body
>

</
html
>

```

Os marcadores HTML não são sensíveis à caixa, portanto tanto faz escrever <HTML>, <Html>, <html> ou <HtMl>.
Os marcadores básicos de HTML, cuja presença é altamente recomendada nas páginas são:
- <html>: define o início de um documento HTML e indica ao navegador que todo conteúdo posterior deve ser tratado como uma série de códigos HTML
- <head>: define o cabeçalho de um documento HTML, que traz informações sobre o documento que está sendo aberto
- <body>: define o conteúdo principal, o corpo do documento. Esta é a parte do documento HTML que é exibida no navegador. No corpo podem-se definir atributos comuns a toda a página, como cor de fundo, margens, e outras formatações.

### Cabeçalho
Dentro do cabeçalho podemos encontrar os seguintes elementos:
- <title></title>: define o título da página, que é exibido na barra de título dos navegadores
- <style></style>: define formatação em CSS
- <script></script>: define scripts JavaScript ou importa de um arquivo externo
- <link>: define ligações da página com outros arquivos como feeds, CSS, scripts, etc
- <meta>: define propriedades da página, como codificação de caracteres, descrição da página, autor, etc

São meta informações sobre documento. Tais campos são muito usados por mecanismos de busca (como o Google, Yahoo!, Bing) para obterem mais informações sobre o documento, a fim de classificá-lo melhor. Por exemplo, pode-se adicionar o código <meta name="description" content="descrição da sua página"> no documento HTML para indicar ao motor de busca que texto de descrição apresentar junto com a ligação para o documento. Para o motor de busca Google, por exemplo, elementos meta como keywords não são utilizadas para indexar páginas. Apenas <title> e a meta description são usadas para descrever a página indexada.
Obs: Os marcadores <style> e <script> servem tanto para delimitar os espaços usados pelos códigos na página quanto para invocar códigos existentes em outros arquivos externos.

### Corpo

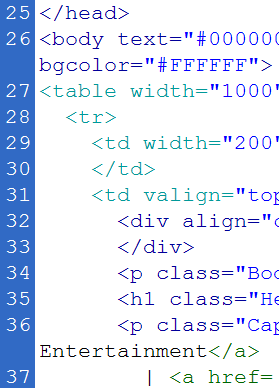
Trecho de código HTML.

Dentro do corpo podemos encontrar outros vários marcadores que irão moldar a página, como por exemplo:
- <h1>, <h2>, ... <h6>: Títulos que variam de tamanho dentro das prioridades (sua aparência pode ser alterada com CSS - Cascade Style Sheet - Folhas de Estilo em Cascata).
- <p>: Parágrafo.
- <br>: quebra de linha.
- <table>: cria uma tabela (linhas são criadas com <tr> e novas células com <td>, já os cabeçalhos das colunas são criados com os marcadores <thead><th> e os rodapés com <tfooter><tr><td>).
- <div>: determina uma divisão na página a qual pode possuir variadas formatações.
- <b>, <i>, <u> e <s>: negrito, itálico, sublinhado e riscado, respectivamente.
- <img>: imagem.
- <a>: hiper-ligação para um outro local, seja uma página, um e-mail ou outro serviço.
- <textarea>: caixa de texto (com mais de uma linha); estas caixas de texto são muito usadas em blogs, elas podem ser auto selecionáveis e conter outros códigos a serem distribuídos.
- <abbr>: abreviação (sigla simplesmente abreviada).
- <cite>: citação.
- <address>:Endereço.

## Cores
As cores podem ser atribuídas em CSS inline com o atributo style, ou o com nome de uma classe com o atributo class. Exemplo:
```
<
h1
 
class
=
"title"
>
Título
</
h1
>

<
p
 
style
=
"color: gray"
>
Parágrafo.
</
p
>

```

Onde a cor pode ser especificada na forma do nome em inglês, ou um número hexadecimal, ou a notação RGB, RGBA ou HSL/HSLA. Exemplos: Tabela de cores e Lista de cores.

## Hiperligações
Uma possibilidade importante dos documentos HTML é a de fazer hiperligações. Para isso usa-se o marcador <a> (do inglês, anchor). Esta tem os atributos: href que define o alvo da hiperligação (que pode ser uma página de Internet, uma parte da mesma página ou um endereço de email) ou  name que define um alvo nessa página (a onde se pode fazer uma hiperligação usando o marcador a com o atributo href). Exemplos:
- <a href="https://pt.wikipedia.org/">Clique aqui para aceder à página principal da Wikipédia em português.</a>
- <a name="nome">texto</a>

Em que nome e texto podem ser substituídos por o que se desejar. Depois usa-se <a href="#nome"> </a> para hiperligar a este "anchor".
Diferença entre target="_blank" e target="_new"
target="_blank" é usado para abrir links em várias janelas e target="_new" ou target="booger" é usado para abrir vários links em uma janela.
Exemplos
- <a href="URL DO LINK" target="_blank">Título</a>
- <a href="URL DO LINK" target="_new">Título</a>
- <a href="URL DO LINK" target="booger">Título</a>

Página em branco é usado about:blank na url do link.
Exemplos:
- <a href="about:blank" target="_blank">Página em branco</a>
- <a href="about:blank" target="_new">Página em branco</a>
- <a href="about:blank" target="booger">Página em branco</a>

## Caracteres especiais e símbolos
Os caracteres especiais definem-se usando comandos que começam com & e terminam com um ;. Alguns exemplos incluem &aacute; (á), &agrave; (à), &atilde; (ã), &acirc; (â), &auml; (ä) e &ccedil; (ç). Qualquer outra vogal pode ser substituída pelo a destes exemplos, incluindo maiúsculas.